# Zheng Pengfei
Zheng Pengfei (en chino: 郑鹏飞; 7 de abril de 1993) es un deportista chino que compite en piragüismo en la modalidad de aguas tranquilas. Participó en los Juegos Olímpicos de Tokio 2020, obteniendo una medalla de plata en la prueba de C2 1000 m.

## Palmarés internacional
| Juegos Olímpicos | Juegos Olímpicos | Juegos Olímpicos | Juegos Olímpicos |
| Año              | Lugar            | Medalla          | Competición      |
| ---------------- | ---------------- | ---------------- | ---------------- |
| 2020             | Tokio (Japón)    | Medalla de plata | C2 1000 m        |